# Prairies et forêts claires montagnardes éthiopiennes
Localisation
Les formations herbeuses et forêts claires montagnardes éthiopiennes forment une écorégion terrestre définie par le Fonds mondial pour la nature (WWF), qui appartient au biome des prairies et brousses d'altitude de l'écozone afrotropicale. Elle couvre la plus grande partie des deux massifs montagneux (Est et Ouest) des plateaux d'Éthiopie, séparés par la vallée du Grand Rift. l'écorégion se compose de forêts de montagne aux altitudes les plus basses, puis d'un étage afro-alpin à la végétation basse clairsemée.